# Білецька Віра Юхимівна
Ві́ра Юхи́мівна Біле́цька (нар. 11 серпня 1894, Охтирка — пом. 1933) — українська радянська дослідниця фольклору і етнографії.

## Біографія
Народидася 11 серпня 1894 року в місті Охтирці (тепер Сумська область, Україна). Викладала на робітничому факультеті при Харківському сільськогосподарському інституті, працювала в Музеї українського мистецтва у Харкові, завідувачем відділу музею Слобожанщини, науковим співробітником етнологічної секції у Харківському інституті матеріальної культури. Трагічно загинула у 1933 році.

## Дослідження
Досліджувала українську матеріальну культуру, фольклор, народний одяг. Одна з перших звернула увагу на робітничу народну поезію, зібрала й видала велику кількість шахтарських пісень і частушок Донбасу.
У 1928–1929 роках у складі Дніпробудівської археологічної експедиції під керівництвом академіка ВУАН Дмитра Яворницького провела дослідження рибальства в Дніпрових порогах. Однак у зв'язку з так званими «чистками» лав академічних наукових установ (ВУАК, ВУАН), в яких нібито «українська контреволюція» звила собі «гнізда», її праця «Рибальство в Дніпрових порогах», підготовлена до друку 1931 року, так і не була опублікована.
Авторка праць:
- «Етнографізм у творах Я. Щоголева» // Наукова збірка Харківської науково-дослідчої катедри історії України. Харків, 1924. Частина 1;
- «Чинбарське та кушнірське ремесло в Богодухові на Харківщині» // Наукова збірка Харківської науково-дослідчої катедри історії України. Харків, 1926. Частини 2–3;
- «З студій над сучасними піснями» // «Етнографічний вісник», 1926. Книга 2;
- «Шахтарські пісні» // «Етнографічний вісник», 1927. Книга 5;
- «Вишиті кожухи в Богодухівській окрузі на Харківщині» // Наукова збірка Харківської науково-дослідчої катедри історії української культури. 1927. Частина 7;
- «Наймитські пісні» // «Етнографічний вісник». 1928. Книга 8;
- «В степах Казахстану: Етнографічні нариси» // Східний світ. 1928. № 3–4;
- «Українські сорочки, їх типи, еволюція і орнаментація» // Матеріали до етнології й антропології. Львів, 1929. Томи 21–22, частина 1;
- «Заробітчанські пісні», Харків, 1930.

Працювала також у галузі літературно-етнографічних взаємозв'язків.